# Stand hard! 〜オレらの憧れ竜戦士〜
「stand hard! 〜オレらの憧れ竜戦士〜」（スタンド・ハード オレらのあこがれりゅうせんし）は、日本の男性グループ・BOYS AND MENの楽曲。13作目のシングルとして、2015年7月4日に所属事務所のインディーズ・レーベルFortune Recordsからリリースされた。
東海テレビの2015年のプロ野球中継番組『DRAGONS LIVE 2015』のテーマ曲として制作された、名古屋を拠点に活動するBOYS AND MENによる、名古屋のプロ野球球団中日ドラゴンズの応援歌である。2016年の『DRAGONS LIVE 2016』においても引き続き主題歌として使用された。
2017年に発表されたリニューアル版「ドラMAX!!! 〜オレらの憧れ竜戦士〜」についても併記する。

## 背景、リリース
2015年1月10日、BOYS AND MENは東海テレビの中日ドラゴンズ応援番組『ドラHOT+』に出演し、東海テレビのプロ野球中継のテーマソングを担当すること、その楽曲を自分たちで制作することを発表した。『ドラHOT+』のなかで、ストレートに「中日ドラゴンズの応援歌」を作ることを決め、歌詞に入れたい言葉を選ぶメンバー会議の様子を放送した。中日ドラゴンズの2015年度のスローガンが「強竜再燃 stand hard」であり、この「stand hard」というフレーズが歌詞およびタイトルに取り入れられた。春からプロ野球中継『DRAGONS LIVE 2015』および『ドラHOT+』でこの曲が使用され、この時期からBOYS AND MENはそれらの番組にゲスト出演する機会も増やした。
BOYS AND MENは4月にグループ主演映画の使用曲を収録した11thシングル「零/Fanfare」、5月にメジャー・デビュー作となった12th「ARC of Smile!」をリリース。今作はそれらの後、13thシングルとして7月4日にリリースされた。カップリングには、歌詞に名古屋にちなんだ言葉を盛り込んだご当地ソング風の楽曲「NAGOYA BLUES」と、以前からライブで披露していた派生ユニット・誠の楽曲「Dream Soldier」を収録している。ジャケット写真の衣装は、応援歌である楽曲に合わせた応援団風の白い学生服、いわゆる「長ラン」姿で、ハチマキとタスキにそれぞれのメンバーカラーを取り入れている。ディスク裏面はカップリング「NAGOYA BLUES」の仕様になっており、当時の活動の基本スタイル「和学ラン」姿である。
2016年3月、この曲が引き続き東海テレビのプロ野球中継のテーマ曲になることが発表された。2017年に後述の「ドラMAX!!! 〜オレらの憧れ竜戦士〜」にリニューアルされ、同テーマ曲として使用された。

## 制作
プロデュースはBOYS AND MENの音楽プロデュースを手掛けるYUMIKOが担った。作詞は東海テレビ放送とBOYS AND MEN、補作詞をYUMIKOが担当した。歌詞は中日ドラゴンズの応援歌であり、曲中には野球にちなんだ言葉が盛り込まれている。作曲の川添広希は清岡千穂と島崎貴光に師事していた人物で、この曲が作曲家としてのデビュー作である。川添は今作と次作「お願いよ!Oh Summer!」と2作連続でBOYS AND MENのシングルの作曲を手掛けた。

## ライブ・パフォーマンス
この曲では歌詞と同様に振り付けにも野球の要素を多く取り入れている。BOYS AND MENは基本的にはシングルのジャケット写真で着ている衣装がその曲のパフォーマンス時の衣装であるが、この曲に限ってはジャケット写真の白い学生服の姿を披露したことがない。
リリース日の7月4日に、ナゴヤドームの特設ステージでライブを開催。ライブで曲を披露し、この日に行われた中日ドラゴンズと読売ジャイアンツの試合において、チアドラゴンズによる応援パフォーマンスおよびテレビ中継の副音声にゲスト出演した。中日ドラゴンズのイベント『Dragons Festa 竜陣祭'15』や、グループの所属事務所と東海テレビが主催するイベント『スポライ2015〜SPORTS AND MUSIC LIVE』などでこの曲を披露している。中京テレビの冠番組『ボイメン☆MAGIC 〜夜の魔法をキミに〜』でスタジオ・ライブを放送した。

## 収録曲
1. 「stand hard 〜オレらの憧れ竜戦士〜」 – 5:08
  - 作詞: 東海テレビ放送・BOYS AND MEN、補作詞: YUMIKO、作曲: 川添広希、編曲: 後藤康二(ck10)
2. 「NAGOYA BLUES」 – 3:54
  - 作詞: YUMIKO、作曲: 小内喜文、編曲: 伊藤ヒロシ
3. 「Dream Soldier」 – 3:56
  - 誠、作詞: YUMIKO、作曲: 小内喜文、編曲: 渡部チェル
4. 「stand hard 〜オレらの憧れ竜戦士〜 -instrumental-」
5. 「NAGOYA BLUES -instrumental-」
6. 「Dream Soldier -instrumental-」

## ドラMAX!!! 〜オレらの憧れ竜戦士〜
「ドラMAX!!! 〜オレらの憧れ竜戦士〜」（ドラマックス オレらのあこがれりゅうせんし）は、「stand hard! 〜オレらの憧れ竜戦士〜」のリニューアル版で、東海テレビのプロ野球中継番組の2017年版『DRAGONS LIVE 2017』のテーマソングである。シングルは2017年4月15日にFortune Recordsからリリースされた。ユニバーサルミュージックとの専属契約第1弾「YAMATO☆Dancing」と第2弾「帆を上げろ!」の間にリリースされたインディーズ・シングルであり、18作目のシングルにあたる。2017年以降もこのタイアップとして使用されている。
歌詞が「stand hard! 〜オレらの憧れ竜戦士〜」から一部変わっており、「stand hard」というフレーズはすべて今作のタイトルである「ドラMAX」に置き換えられている。この「ドラMAX」は、「stand hard!…」の歌詞に含まれていたフレーズである。

### 背景、リリース（ドラMAX!!!）
2017年2月にこの曲が『DRAGONS LIVE』の新たなテーマソングとなったことが発表され、3月4日放送のオープン戦中継から使用された。3月17日に開催した単独ライブにおいてステージ・パフォーマンスを初披露。このシングルがリリースされることは、リリース日の3日前にオフィシャルサイトで告知された。このCDはイベント会場での販売などメジャー・デビュー以前におこなっていた販売スタイルが取られ、リリースにあたりメディア出演やイベント開催といったプロモーション活動をしていない。
ジャケット写真は「stand hard!…」と同じ白い長ラン衣装によるもの。カップリングには、6thシングル収録曲「チョコレートプリンス」と「なごやめしのうた」を収録している。ディスク裏面は「なごやめしのうた」の仕様になっている。

### 収録曲（ドラMAX!!!）
1. 「ドラMAX!!! 〜オレらの憧れ竜戦士〜」 – 5:08
  - 作詞: 東海テレビ放送・BOYS AND MEN、補作詞: YUMIKO、作曲: 川添広希、編曲: 後藤康二(ck10)
2. 「チョコレートプリンス」 – 5:02
  - 作詞: YUMIKO、作曲: 渡辺亮希、編曲: YOW-ROW・野村真生
3. 「なごやめしのうた」 – 3:49
  - 作詞: YUMIKO、作曲: 福井元気、編曲: 原田アツシ
4. 「ドラMAX!!! 〜オレらの憧れ竜戦士〜 -instrumental-」
5. 「チョコレートプリンス -instrumental-」
6. 「なごやめしのうた -instrumental-」